# Day Schnabel
Daisy Nora Thalberg més coneguda com a Day Schnabel (Viena, 1898 — París, 1991) va ser una escultora austríaca naturalitzada nord-americana.
Va estudiar Belles Arts a Viena i durant els anys 40 va establir-se als Estats Units. Destaca principalment per les seves escultures abstractes, que començaren concedint importància als contrasts d'horitzontals i verticals i, més tard, al tema de l'esfera. Si bé durant els anys quaranta utilitzava bronze, fusta i pedra, posteriorment va fer servir tota mena de materials, especialment metàl·lics.